# Kalinga (langue)
Pour les articles homonymes, voir Kalinga.
Le kalinga est un continuum linguistique de dialectes ou langues parlés par les Igorots dans la province de Kalinga aux Philippines.